# Lamar (Nebraska)
Pour les articles homonymes, voir Lamar.
Le village de Lamar est situé dans le comté de Chase, dans l’État du Nebraska, aux États-Unis. Sa population s’élevait à 23 habitants lors du recensement de 2010, estimée à 23 habitants en 2016.

## Source
- (en) Cet article est partiellement ou en totalité issu de l’article de Wikipédia en anglais intitulé « Lamar, Nebraska » (voir la liste des auteurs).